# Fátima Mata-Mouros
Maria de Fátima Mata-Mouros de Aragão Soares Homem (Lisboa, 25 de Março de 1960) é uma magistrada portuguesa, antiga Juíza Conselheira do Tribunal Constitucional e antiga presidente da Entidade das Contas e Financiamentos Políticos.

## Vida pessoal
Nasceu em Lisboa em 25 de Março de 1960.
É casada com António Pedro Pereira Nina Barbas Homem, Professor Catedrático da Faculdade de Direito da Universidade de Lisboa e antigo Director do Centro de Estudos Judiciários.

## Carreira
É Licenciada em Direito pela Faculdade de Direito da Universidade de Lisboa (1983) e Doutora em Direito pela Faculdade de Direito da Universidade Católica Portuguesa de Lisboa (2011).
Após completar o estágio de advocacia, ingressou na magistratura judicial em 1985. Exerceu funções judiciais em Loures (Tribunal de Instrução Criminal e Tribunal de Comarca), Lisboa (Juízos Cíveis), Loulé (Tribunal de Comarca) e Lisboa (Varas Criminais e Tribunal de Instrução Criminal).
Entre 1999 e 2005, foi a primeira juíza colocada no Tribunal Central de Instrução Criminal.
De 2008 a 2011 exerceu funções de Juíza de Direito Auxiliar no Tribunal da Relação de Lisboa.
Em 1 de Julho de 2010 foi nomeada pelo Governo Português para as funções de Juíza ad-hoc do Tribunal Europeu dos Direitos do Homem.
Em 2011 foi nomeada Juíza-Desembargadora do Tribunal da Relação de Évora.
Em setembro de 2023, foi nomeada juíza conselheira do Tribunal de Contas.

### Tribunal Constitucional
Em 29 de Junho de 2012 Fátima Mata-Mouros foi eleita Juíza Conselheira do Tribunal Constitucional pela Assembleia da República por maioria qualificada (superior a 2/3 dos votos), conforme previsto pela Constituição, tendo a votação secreta registado 156 votos a favor, 39 votos brancos e 12 votos nulos.
Em 12 de Julho de 2012, no Palácio de Belém, foi-lhe conferida pelo Presidente da República Aníbal Cavaco Silva a posse como Juíza Conselheira do Tribunal Constitucional para um mandato de 9 anos.
Em 2 de novembro de 2021, tomou posse como presidente da Entidade das Contas e Financiamentos Políticos, tendo cessado funções a 31 de agosto de 2023, quando foi nomeada juíza conselheira do Tribunal de Contas.